# Helen Traubel
Helen Traubel (ur. 16 czerwca 1899 w Saint Louis, zm. 28 lipca 1972 w Santa Monica) – amerykańska śpiewaczka operowa (sopran dramatyczny, znana z ról wagnerowskich), a także aktorka i artystka kabaretowa.

## Życiorys
W 1926 roku dostała pierwszą propozycję dołączenia do Metropolitan Opera. 12 maja 1937 roku zadebiutowała tam rolą Mary Rutledge w operze The Man Without a Country Waltera Damroscha. Ostatni raz wystąpiła na scenie w 1964 roku z Jimmym Durante. Zmarła 28 lipca 1972 roku na atak serca.

## Wybrana filmografia
Seriale
- 1951: The Red Skelton Show jako Królowa Izabela

Filmy
- 1954: Z głębi serca jako Anna Mueller
- 1961: Kochać jako Panna Helen N. Wellenmellon
- 1967: Gunn jako Matka

## Wyróżnienia
Posiada swoją gwiazdę na Hollywoodzkiej Alei Gwiazd.